# كاتشيفيل
كاتشيفيل هي بلدة تقع في شمال برابنت،هولندا ويبلغ عدد سكانها 16600 نسمة.